# Българска криза
Българската криза е изостряне на международните отношения в средата на 80-те години на XIX век, предизвикано от присъединяването на Източна Румелия към Княжество България и от борбата между Великите сили за влияние над обединената страна и района на Проливите, свързващи Средиземно и Черно море.

## Накратко
Непосредствено след Съединението от 6 септември 1885, османски войски се струпват по южната българска граница, а малко по-късно сръбската армия нахлува от запад. Българо-сръбският и българо-турският конфликт са уредени в началото на 1886 с Букурещкия договор и Топханенския акт, но през август същата година кризата избухва наново. Тогава в страната е извършен русофилски преврат, последван от абдикация на княз Александър Батенберг и агресивни опити на Русия да определи неговия наследник, които водят до разрив в българо-руските отношения и няколко месеца вътрешни размирици. Руската политика среща решително противодействие от Англия и Австро-Унгария. Австроунгарската подкрепа за Регентството и за избрания през юни 1887 княз Фердинанд, наред с неефективната поддръжка на Германия за руските интереси, допринасят за разпадане на Съюза на тримата императори и сближение между Русия и Франция, което се материализира в антигермански съюз през 1894 година. Измествайки Русия, Австро-Унгария установява преобладаващо влияние над България до средата на 90-те години. От своя страна, Петербург пренасочва трайно усилията си към Сърбия като подкрепя аспирациите ѝ към Македония дълго след възстановяването на българо-руските отношения през 1896.

## Хронология
В историческите анализи се сочат различни времеви рамки на „Българската криза“. В някои от тях, разглеждащи отзвука на Съединението в балкански мащаб, тя е ограничена в промеждутъка от 1885 до 1886 година. В други, акцентиращи върху вътрешнополитическото развитие на България, началото и краят на кризата са поставени в 1886 и 1887 година. В по-общи трактовки двата периода се разглеждат като фази на една обща криза.

### 1885 – 1886
- 6 септември 1885 – Националисти от БТЦРК и източнорумелийската милиция арестуват управителя на Източна Румелия Гаврил Кръстевич и обявяват Съединението с Княжество България. Княз Александър и правителството му приемат акта и се нагърбват с военната и дипломатическата му защита. Султан Абдул Хамид II реагира със закана да прати войски за възстановяване на османското върховенство в областта. Сърбия и Гърция мобилизират армиите си като предявяват териториални претенции: Сърбия към България за Видин, Трън и Брезник, Гърция към Османската империя за части от Македония и Епир. Румъния също извършва частична мобилизация, но обявява неутралитет.[6]
- 24 септември 1885 – Посланиците на Великите сили в Цариград започват консултации за преодоляване на кризата. Съюзът на тримата императори (Германия, Австро-Унгария и Русия) настоява за възстановяване на статуквото, но е париран от Великобритания, която вижда в Батенберг преграда за руската заплаха срещу Османската империя[7] и съдейства за българо-турска спогодба.
- 4 октомври 1885 – Великите сили приканват българското правителство да изтегли войските си от Източна Румелия, но то не се подчинява.[8]
- 2 ноември 1885 – Крал Милан обявява война на България. Пет дни по-късно армията му търпи решително поражение при Сливница. Австро-Унгария се намесва в защита на сръбското си протеже за прекратяване на бойните действия.[9]
- 9 декември 1885 – Пиротско примирие. Под натиска на Великите сили България и Сърбия изтеглят войските си от завзетите чужди територии (България от Пирот, Сърбия от Видинско).[10]
- 20 януари 1886 – Българо-турска спогодба урежда Съединението на Северна и Южна България чрез персонална уния: Батенберг е назначен за управител на Източна Румелия за период от пет години.[11]
- 19 февруари 1886 – Букурещкият договор възстановява териториалната граница между България и Сърбия отпреди войната.[12]
- 24 март 1886 – Топханенски акт. Великите сили потвърждават Съединението, ревизирайки българо-турската спогодба от януари.[13] България губи за първи път свои територии (Кърджалийско и Тъмръшко – общо около 2 000 km2 с 35 000 души население) в полза на Турция.

### 1886 – 1888
- 9 август 1886 – Със съдействието на руския военен аташе в София група офицери извършва преврат, като арестува княз Александър и го извежда от страната.[14]
- 16 август 1886 – Русофобите прогонват извършителите на преврата и връщат княза на власт за кратко време.[15]
- 26 август 1886 – След отказа на руския цар да го подкрепи, княз Александър абдикира, оставяйки начело на България регентски съвет от водачите на контрапреврата Стефан Стамболов и Сава Муткуров и доскорошния министър-председател Петко Каравелов.[15]
- 15 септември 1886 – Руският императорски пратеник в България генерал Николай Каулбарс връчва нота на българските власти, с която настоява за освобождаване на арестуваните детронатори, отмяна на извънредното положение и отлагане на изборите за Велико народно събрание, което трябва да избере новия княз. От тези искания са изпълнени само първите две.[16]
- 28 септември 1886 – Противно на руските искания, Регентството и правителството на Радославов провеждат избори за ВНС, спечелени от поддръжниците на Стамболов. Русия отказва да признае резултатите от вота.[16]
- октомври 1886 – Русия изпраща два бойни кораба във Варненския залив. Едновременно с тази демонстрация избухват антиправителствени вълнения в Бургас, Сливен и други места.[16]
- 29 октомври 1886 – Великото народно събрание избира принц Валдемар Датски за български княз. Поканата е отклонена два дни по-късно от бащата на Валдемар, крал Кристиан IX. Руският кандидат за престола княз Николай Мингрели, е отхвърлен от българска страна.[16]
- 6 ноември 1886 – Каулбарс скъсва дипломатическите отношения на Русия с България, използвайки като претекст инцидент със служител на руското консулство в Пловдив.[16]
- 20 ноември 1886 – Тричленна делегация от ВНС започва обиколка на европейските столици в търсене на приемлив кандидат за княжеския престол. До януари 1887 делегатите Стоилов, Греков и Хаджикалчов посещават последователно Белград, Виена, Берлин, Лондон, Париж, Рим и Атина. Срещат се с Фердинанд Кобургготски и с Батенберг. Не са допуснати в Петербург.[17]
- януари–февруари 1887 – Представители на Регентството (Георги Вълкович) и водачът на опозицията в емиграция Драган Цанков преговарят в Цариград с посредничеството на великия везир Кямил паша. Условията на Цанков (министър-председателски пост за опозицията, руски контрол на военното министерство, избиране на ново ВНС и княз Мингрели) са отхвърлени.[18]
- 17 и 19 февруари 1887 – Бунтове на офицери от гарнизоните в Силистра и Русе, инспирирани от руската дипломация.[18]
- 24 март 1887 – Австро-Унгария се присъединява към сключеното месец по-рано англо-италианско споразумение за запазване на статуквото в Средиземноморието и на Балканите. Образуваната по този начин Средиземноморска антанта си поставя за цел да пази целостта на България и на Османската империя от руски посегателства.[19]
- 18 юни 1887 – Договор за презастраховка между Германия и Русия. Бисмарк признава руското право на господство в България.[19]
- 25 юни 1887 – Българският парламент избира Фердинанд Сакскобургготски за княз на България. Междувременно Англия и Австро-Унгария отхвърлят руското предложение за назначаване на бившия военен министър генерал Ернрот за наместник в страната.[20]
- 2 август 1887 – Фердинанд е коронясан в Търново, без да бъде признат от османския сюзерен и Великите сили, подписали Берлинския договор. Австро-Унгария, Италия и Великобритания не признават Фердинанд, но поддържат назначеното от него правителство на Стамболов.[21]
- декември 1887 – В разгара на военното напрежение между Австро-Унгария и Русия, които струпват войски в Галиция и Полша, руският посланик във Виена уверява, че страната му няма да употребява сила по отношение на България.[22]
- февруари 1888 – След нота на руския посланик в Цариград Александър Нелидов султанът обявява избора на Фердинанд за незаконен. Целта е князът да бъде принуден да абдикира и да бъде избран нов в съответствие с Берлинския договор (със съгласието на всички Велики сили), но австроунгарският външен министър Густав Калноки, поддържан от Средиземноморската антанта, блокира практическата реализация на този план.[23]

## Помирение между България и Русия
Опити за възстановяване на двустранните отношения са направени още при Стамболов. Българският министър-председател прави постъпки пред Петербург още през февруари 1888 и повторно през май 1891. В замяна на съгласието си да свали Фердинанд от престола, той иска от Русия писмени гаранции за ненамеса във вътрешните работи на Княжеството и подкрепа за националното обединение. Инициатор на няколко опита за помирение с Русия през 1889 става Драган Цанков, който се надява да спечели участие на опозицията във властта. През септември 1889 и август 1890 в София идват неофициални руски емисари, които са върнати без споразумение. Преговорите се провалят вследствие от взаимно недоверие и отказа на Русия да удовлетвори исканията на Стамболов.
През 1894 в двете държави настъпват политически промени, които благоприятстват за повторното им сближение. През октомври в Русия умира цар Александър III. Наследникът му Николай II се показва далеч по-отзивчив спрямо българските постъпки, водени от княз Фердинанд и правителството на Константин Стоилов. Междувременно, в България са отстранени от власт противниците на Русия – през май Стамболов, а през декември и Радославов. При посещението на българска делегация начело с председателя на Народното събрание Теодор Теодоров в Русия е уговорено основното условие за помирението. На 2 февруари 1896 престолонаследникът Борис е покръстен в православието. В отговор Русия признава Фердинанд за законен български владетел, последвана от останалите Велики сили и Османската империя. През ноември 1896 г. успешно приключват преговорите за амнистия на разбунтувалите се българските офицери, 60 от които са емигрирали в Русия по време на упправлението на Стефан Стамболов.